# Tsedevsürenguiin Mönjzayaa
Tsedevsürenguiin Mönjzayaa –en mongol, Цэдэвсүрэнгийн Мөнхзаяа– (Ulán Bator, 13 de junio de 1986) es una deportista mongola que compite en judo. Ganó una medalla en el Campeonato Mundial de Judo de 2015 y cuatro medallas en el Campeonato Asiático de Judo entre los años 2009 y 2015.

## Palmarés internacional
| Campeonato Mundial  | Campeonato Mundial   | Campeonato Mundial | Campeonato Mundial |
| Año                 | Lugar                | Medalla            | Categoría          |
| ------------------- | -------------------- | ------------------ | ------------------ |
| 2015                | Astaná (Kazajistán)  | Medalla de bronce  | –63 kg             |
| Campeonato Asiático |                      |                    |                    |
| Año                 | Lugar                | Medalla            | Categoría          |
| 2009                | Taipéi (Taiwán)      | Medalla de bronce  | –63 kg             |
| 2011                | Abu Dabi (EAU)       | Medalla de bronce  | –63 kg             |
| 2012                | Taskent (Uzbekistán) | Medalla de plata   | –63 kg             |
| 2015                | Kuwait (Kuwait)      | Medalla de oro     | –63 kg             |